# GreenEagle Classic
De GreenEagle Classic is een golftoernooi van de Pro Golf Tour. Het toernooi wordt gespeeld op Golfbaan GreenEagle in Winsen, Noord-Duitsland. Het prijzengeld is € 30.000, waarvan de winnaar € 5.000 krijgt.

## De baan
De golfclub heeft twee 18-holes golfbanen, de SOuth course en de North course, en een 6 holesbaan met par-3 holes. Er zijn drie Britse golfleraren. In juli 2013 wordt hier het Duits amateurkampioenschap golf gespeeld.
| Jaar | Winnaar         | Score | Score | Info   |
| ---- | --------------- | ----- | ----- | ------ |
| 2013 | Florian Fritsch | 216   | -3    | Scores |

Zie het volledige jaarschema: Pro Golf Tour 2013